# Echinorhynchus lageniformis
Echinorhynchus lageniformis är en hakmaskart som beskrevs av Ekbaum 1838. Echinorhynchus lageniformis ingår i släktet Echinorhynchus och familjen Echinorhynchidae. Inga underarter finns listade i Catalogue of Life.